# Gymnastiek op de Olympische Zomerspelen 2008
Gymnastiek is een van de sporten die beoefend werden tijdens de Olympische Zomerspelen 2008 in Peking, China. De wedstrijden werden gehouden van 9 tot 24 augustus.
Net als in 2000 en 2004 werd er in drie gymnastiektakken gestreden: ritmische gymnastiek, trampolinespringen en turnen.

## Medailles
| Discipline          | Goud              | Goud | Zilver               | Zilver | Brons              | Brons |
| ------------------- | ----------------- | ---- | -------------------- | ------ | ------------------ | ----- |
| rsg individueel (v) | Jevgenia Kanajeva | RUS  | Inna Zjukova         | BLR    | Anna Bezsonova     | UKR   |
| rsg team (v)        | Rusland           | RUS  | China                | CHN    | Wit-Rusland        | BLR   |
|                     |                   |      |                      |        |                    |       |
| trampoline (m)      | Lu Chunlong       | CHN  | Jason Burnett        | CAN    | Dong Dong          | CHN   |
| trampoline (v)      | He Wenna          | CHN  | Karen Cockburn       | CAN    | Ekatarina Khilko   | UZB   |
|                     |                   |      |                      |        |                    |       |
| brug (m)            | Li Xiaopeng       | CHN  | Yoo Won-Chul         | KOR    | Anton Fokin        | UZB   |
| paard (m)           | Xiao Qin          | CHN  | Filip Ude            | CRO    | Louis Smith        | GBR   |
| rekstok (m)         | Kai Zou           | CHN  | Jonathan Horton      | USA    | Fabian Hambüchen   | GER   |
| ringen (m)          | Chen Yibing       | CHN  | Yang Wei             | CHN    | Oleksandr Vorobiov | UKR   |
| sprong (m)          | Leszek Blanik     | POL  | Thomas Bouhail       | FRA    | Anton Goloezoezkov | RUS   |
| vloer (m)           | Kai Zou           | CHN  | Gervasio Deferr      | ESP    | Anton Goloezoezkov | RUS   |
| meerkamp (m)        | Yang Wei          | CHN  | Kohei Uchimura       | JPN    | Benoît Caranobe    | FRA   |
| meerkamp team (m)   | China             | CHN  | Japan                | JPN    | Verenigde Staten   | USA   |
|                     |                   |      |                      |        |                    |       |
| balk (v)            | Shawn Johnson     | USA  | Nastia Liukin        | USA    | Cheng Fei          | CHN   |
| brug ongelijk (v)   | Kexin He          | CHN  | Nastia Liukin        | USA    | Yang Yilin         | CHN   |
| sprong (v)          | Jong Un Hong      | PRK  | Oksana Tsjoesovitina | GER    | Cheng Fei          | CHN   |
| vloer (v)           | Sandra Izbasa     | ROU  | Shawn Johnson        | USA    | Nastia Liukin      | USA   |
| meerkamp (v)        | Nastia Liukin     | USA  | Shawn Johnson        | USA    | Yang Yilin         | CHN   |
| meerkamp team (v)   | China             | CHN  | Verenigde Staten     | USA    | Roemenië           | ROU   |

## Ritmische gymnastiek
De ritmische gymnastiek werd alleen door vrouwen beoefend op de meerkamp individueel en meerkamp voor landenteams.
Op 21 en 22 augustus vonden de kwalificaties plaats. De individuele finale vond op 23 augustus plaats en de landenfinale op 24 augustus.

### Uitslagen
| rang   | sporter           | land | punten |
| ------ | ----------------- | ---- | ------ |
| Goud   | Jevgenia Kanajeva | RUS  | 75,500 |
| Zilver | Inna Zjukova      | BLR  | 71,925 |
| Brons  | Anna Bezsonova    | UKR  | 71,875 |
| 4      | Olga Kapranova    | RUS  | 71,700 |
| 5      | Alija Joesupova   | KAZ  | 69,800 |
| 6      | Alija Garajeva    | AZE  | 69,675 |
| 7      | Natalja Godunko   | UKR  | 68,850 |
| 8      | Almudena Cid      | ESP  | 68,100 |
| 9      | Irina Risenzon    | ISR  | 66,775 |
| 10     | Simona Peycheva   | BUL  | 65,475 |

| rang   | land | sporters                                                                                                   | punten |
| ------ | ---- | --- | ------ |
| Goud   | RUS  | Margarita Alijtsjoek Anna Gavrilenko Tatjana Gorboenova Jelena Posevina Daria Sjkoerichina Natalia Zoejeva | 35,550 |
| Zilver | CHN  | Cai Tongtong Chou Tao Lu Yuanyang Sui Jianshuang Sun Dan Zhang Shuo                                        | 35,225 |
| Brons  | BLR  | Olesya Babushkina Anastasia Ivankova Ksenia Sankovich Zinaida Lunina Glafira Martinovich Alina Tumilovich  | 34,900 |
| 4      | ITA  | Elisa Blanchi Fabrizia Dòttavio Marinella Falca Daniela Masseroni Elisa Santoni Anzhelika Savrayuk         | 34,425 |
| 5      | BUL  | Tzveta Kousseva Yolita Manolova Zornitsa Marinova Maya Paunovska Ioanna Tantcheva Tatyana Tongova          | 33,550 |
| 6      | ISR  | Ilena Dvornichenko Katerina Pisetsky Maria Savenkov Rahel Vigdozchik Veronika Vitenberg                    | 32,100 |
| 7      | AZE  | Anna Bitieva Dina Gorina Vafa Huseynova Anastasiya Prasolova Alina Trepina Valeriya Yegay                  | 31,575 |
| 8      | UKR  | Krystyna Cherepenina Olena Dmytrash Alina Maksymenko Vira Perederiy Yuliya Slobodyan Vita Zubchenko        | 31,100 |

## Trampoline
Het trampolinespringen werd beoefend in twee disciplines; mannen individueel en vrouwen individueel.
Op 16 augustus vonden de kwalificaties plaats. De vrouwen finale vond op 18 augustus plaats en de mannen finale op 19 augustus.

### Uitslagen
| rang   | sporter           | land | score |
| ------ | ----------------- | ---- | ----- |
| Goud   | Lu Chunlong       | CHN  | 41,0  |
| Zilver | Jason Burnett     | CAN  | 40,7  |
| Brons  | Dong Dong         | CHN  | 40,6  |
| 4      | Tetsuya Sotomura  | JPN  | 39,8  |
| 5      | Joeri Nikitin     | UKR  | 39,8  |
| 6      | Dimitri Usjakov   | RUS  | 38,8  |
| 7      | Alexander Rusakov | RUS  | 38,5  |
| 8      | Nikolaj Kazak     | BLR  | 38,1  |

| rang   | sporter             | land | score |
| ------ | ------------------- | ---- | ----- |
| Goud   | He Wenna            | CHN  | 37,80 |
| Zilver | Karen Cockburn      | CAN  | 37,00 |
| Brons  | Ekatarina Khilko    | UZB  | 36,90 |
| 4      | Olena Movchan       | UKR  | 36,60 |
| 5      | Irina Karavajeva    | RUS  | 36,20 |
| 6      | Luba Golovina       | GEO  | 36,10 |
| 7      | Rosannagh MacLennan | CAN  | 35,50 |
| 8      | Anna Dogonadze      | GER  | 18,90 |

## Turnen
In het turnen werd traditie getrouw in 14 disciplines om de medailles gestreden.
| Mannen               | Mannen      | Vrouwen              | Vrouwen     |
| -------------------- | ----------- | -------------------- | ----------- |
| Kwalificatie         | 9 augustus  | Kwalificatie         | 10 augustus |
| Discipline           | Finale      | Discipline           | Finale      |
| Meerkamp landen      | 12 augustus | Meerkamp landen      | 13 augustus |
| Meerkamp individueel | 14 augustus | Meerkamp individueel | 15 augustus |
| Vloer                | 17 augustus | Vloer                | 17 augustus |
| Paard                | 17 augustus | Sprong               | 17 augustus |
| Ringen               | 18 augustus | Brug ongelijk        | 18 augustus |
| Sprong               | 18 augustus | Evenwichtsbalk       | 19 augustus |
| Brug                 | 19 augustus |                      |             |
| Rekstok              | 19 augustus |                      |             |

### Uitslagen

#### Mannen
| rang   | sporter          | land        | score  |
| ------ | ---------------- | ----------- | ------ |
| Goud   | Li Xiaopeng      | China       | 16,450 |
| Zilver | Won-Chul Yoo     | Zuid-Korea  | 16,250 |
| Brons  | Anton Fokin      | Oezbekistan | 16,200 |
| 4      | Fabian Hambüchen | Duitsland   | 15,795 |
| 5      | Mitja Petkovsek  | Slovenië    | 15,725 |
| 6      | Huang Xu         | China       | 15,700 |
| 7      | Tae-Young Yang   | Zuid-Korea  | 15,650 |
| 8      | Nikolaj Krioekov | Rusland     | 15,150 |

| rang   | sporter           | land             | score  |
| ------ | ----------------- | ---------------- | ------ |
| Goud   | Xiao Qin          | China            | 15,875 |
| Zilver | Filip Ude         | Kroatië          | 15,725 |
| Brons  | Louis Smith       | Groot-Brittannië | 15,725 |
| 4      | Yang Wei          | China            | 15,450 |
| 5      | Hiroyuki Tomita   | Japan            | 15,375 |
| 6      | Jihoon Kim        | Zuid-Korea       | 15,175 |
| 7      | Alexander Artemev | Verenigde Staten | 14,975 |
| 8      | Jose Luis Fuentes | Venezuela        | 14,650 |

| rang   | sporter          | land             | score  |
| ------ | ---------------- | ---------------- | ------ |
| Goud   | Kai Zou          | China            | 16,200 |
| Zilver | Jonathan Horton  | Verenigde Staten | 16,175 |
| Brons  | Fabian Hambüchen | Duitsland        | 15,875 |
| 4      | Igor Cassina     | Italië           | 15,675 |
| 5      | Takuya Nakase    | Japan            | 15,450 |
| 6      | Hiroyuki Tomita  | Japan            | 15,225 |
| 7      | Epke Zonderland  | Nederland        | 15,000 |
| 8      | Yann Cucherat    | Frankrijk        | 14,825 |

| rang   | sporter            | land      | score  |
| ------ | ------------------ | --------- | ------ |
| Goud   | Chen Yibing        | China     | 16,600 |
| Zilver | Yang Wei           | China     | 16,425 |
| Brons  | Oleksandr Vorobiov | Oekraïne  | 16,325 |
| 4      | Andrea Coppolino   | Italië    | 16,225 |
| 5      | Danny Rodriguez    | Frankrijk | 16,225 |
| 6      | Matteo Morandi     | Italië    | 16,200 |
| 7      | Robert Stanescu    | Roemenië  | 15,825 |
| 8      | Jordan Jovtsjev    | Bulgarije | 15,525 |

| rang   | sporter             | land        | score  |
| ------ | ------------------- | ----------- | ------ |
| Goud   | Leszek Blanik       | Polen       | 16,537 |
| Zilver | Thomas Bouhail      | Frankrijk   | 16,537 |
| Brons  | Anton Goloezoezkov  | Rusland     | 16,475 |
| 4      | Marian Dragulescu   | Roemenië    | 16,225 |
| 5      | Benoît Caranobe     | Frankrijk   | 16,062 |
| 6      | Dmitry Kasperovitsj | Wit-Rusland | 16,050 |
| 7      | Flavius Koczi       | Roemenië    | 15,925 |
| 8      | Isaac Botella       | Spanje      | 15,737 |

| rang   | sporter            | land      | score  |
| ------ | ------------------ | --------- | ------ |
| Goud   | Kai Zou            | China     | 16,050 |
| Zilver | Gervasio Deferr    | Spanje    | 15,775 |
| Brons  | Anton Golotsutskov | Rusland   | 15,725 |
| 4      | Fabian Hambüchen   | Duitsland | 15,650 |
| 5      | Kohei Uchimura     | Japan     | 15,575 |
| 6      | Diego Hypolito     | Brazilië  | 15,200 |
| 7      | Marian Dragulescu  | Roemenië  | 14,850 |
| 8      | Alexandr Shatilov  | Israël    | 14,125 |

| rang   | sporter                      | land             | score  |
| ------ | ---------------------------- | ---------------- | ------ |
| Goud   | Yang Wei                     | China            | 94,575 |
| Zilver | Kohei Uchimura               | Japan            | 91,925 |
| Brons  | Benoît Caranobe              | Frankrijk        | 91,925 |
| 4      | Hiroyuki Tomita              | Japan            | 91,750 |
| 5      | Sergey Khorokhordin          | Rusland          | 91,700 |
| 6      | Maxim Devyatovskiy           | Rusland          | 91,700 |
| 7      | Fabian Hambüchen             | Duitsland        | 91,675 |
| 8      | Yang Tae-Young               | Zuid-Korea       | 91,600 |
| 9      | Jonathan Horton              | Verenigde Staten |        |
| 10     | Rafael Martínez              | Spanje           |        |
| 11     | Kim Dae-Eun                  | Zuid-Korea       |        |
| 12     | Alexander Artemev            | Verenigde Staten |        |
| 13     | Philipp Boy                  | Duitsland        |        |
| 14     | Luis Rivera Rivera           | Puerto Rico      |        |
| 15     | Adam Wong                    | Canada           |        |
| 16     | Anton Fokin                  | Oezbekistan      |        |
| 17     | Nathan Gafuik                | Canada           |        |
| 18     | Flavius Koczi                | Roemenië         |        |
| 19     | Enrico Pozzo                 | Italië           |        |
| 20     | Daniel Keatings              | Groot-Brittannië |        |
| 21     | Thomas Bouhail               | Frankrijk        |        |
| 22     | José Luis Fuentes Bustamante | Venezuela        |        |
| 23     | Dmitry Savitski              | Wit-Rusland      |        |
| 24     | Chen Yibing                  | China            |        |

| rang   | land             | sporters | score   |
| ------ | ---------------- | --- | ------- |
| Goud   | China            | Yang Wei Li Xiaopeng Huang Xu Kai Zou Xiao Qin Chen Yibing                                                    | 286,125 |
| Zilver | Japan            | Kohei Uchimura Takehiro Kashima Makoto Okiguchi Hiroyuki Tomita Takuya Nakse Koki Sakamoto                    | 278,875 |
| Brons  | Verenigde Staten | Jonathan Horton Kai Wen Tan Raj Bhavsar Joey Hagerty Alexander Artemev Justin Spring                          | 275,850 |
| 4      | Duitsland        | Marcel Nguyen Fabian Hambüchen Robert Juckel Thomas Andergassen Evgenij Spiridonov Philipp Boy                | 274,600 |
| 5      | Zuid-Korea       | Soomyun Kim Wonchul Yoo Taeyoung Yang Jihoon Kim Seungil Kim Daeeun Kim                                       | 274,375 |
| 6      | Rusland          | Maxim Devyatovskiy Sergey Khorokhordin Nikolay Kryukov Konstantin Pluzhnikov Yuri Ryazanov Anton Golotsutskov | 274,300 |
| 7      | Roemenië         | Daniel Popescu Adrian Bucur Flavius Koczi Robert Stanescu Marian Dragulescu Razvan Selariu                    | 274,175 |
| 8      | Frankrijk        | Danny Pinheiro Rodrigues Yann Cucherat Hamilton Sabot Benoit Caranobe Thomas Bouhail Dimitri Karbanenko       | 272,875 |

#### Vrouwen
| rang   | sporter           | land             | score  |
| ------ | ----------------- | ---------------- | ------ |
| Goud   | Shawn Johnson     | Verenigde Staten | 16,225 |
| Zilver | Nastia Liukin     | Verenigde Staten | 16,025 |
| Brons  | Cheng Fei         | China            | 15,950 |
| 4      | Anna Pavlova      | Rusland          | 15,900 |
| 5      | Gabriela Dragoi   | Roemenië         | 15,625 |
| 6      | Li Shanshan       | China            | 15,300 |
| 7      | Ksenia Afanasyeva | Rusland          | 14,825 |
| 8      | Koko Tsurumi      | Japan            | 14,450 |

| rang   | sporter         | land             | score  |
| ------ | --------------- | ---------------- | ------ |
| Goud   | Kexin He        | China            | 16,725 |
| Zilver | Nastia Liukin   | Verenigde Staten | 16,725 |
| Brons  | Yang Yilin      | China            | 16,650 |
| 4      | Beth Tweddle    | Groot-Brittannië | 16,625 |
| 5      | Anastasia Koval | Oekraïne         | 16,375 |
| 6      | Ksenia Semenova | Rusland          | 16,325 |
| 7      | Steliana Nistor | Roemenië         | 15,575 |
| 8      | Darina Sjoba    | Oekraïne         | 14,875 |

| rang   | sporter             | land             | score  |
| ------ | ------------------- | ---------------- | ------ |
| Goud   | Jong Un Hong        | Noord-Korea      | 15,650 |
| Zilver | Oksana Chusovitina  | Duitsland        | 15,575 |
| Brons  | Cheng Fei           | China            | 15,562 |
| 4      | Alicia Sacramone    | Verenigde Staten | 15,537 |
| 5      | Ariella Kaeslin     | Zwitserland      | 15,050 |
| 6      | Carlotta Giovannini | Italië           | 14,550 |
| 7      | Jade Barbosa        | Brazilië         | 14,487 |
| 8      | Anna Pavlova        | Rusland          | 7,812  |

| rang   | sporter               | land             | score  |
| ------ | --------------------- | ---------------- | ------ |
| Goud   | Sandra Izbasa         | Roemenië         | 15,650 |
| Zilver | Shawn Johnson         | Verenigde Staten | 15,500 |
| Brons  | Nastia Liukin         | Verenigde Staten | 15,425 |
| 4      | Jiang Yuyuan          | China            | 15,350 |
| 5      | Jekaterina Kramarenko | Rusland          | 15,025 |
| 6      | Daiane dos Santos     | Brazilië         | 14,975 |
| 7      | Cheng Fei             | China            | 14,550 |
| 8      | Anna Pavlova          | Rusland          | 14,125 |

| rang   | sporter             | land             | score  |
| ------ | ------------------- | ---------------- | ------ |
| Goud   | Nastia Liukin       | Verenigde Staten | 63,325 |
| Zilver | Shawn Johnson       | Verenigde Staten | 62,725 |
| Brons  | Yang Yilin          | China            | 62,650 |
| 4      | Ksenia Semenova     | Rusland          | 61,925 |
| 5      | Steliana Nistor     | Roemenië         | 61,050 |
| 6      | Jiang Yuyuan        | China            | 60,900 |
| 7      | Anna Pavlova        | Rusland          | 60,825 |
| 8      | Sandra Izbasa       | Roemenië         | 60,750 |
| 9      | Oksana Chusovitina  | Duitsland        | 60,125 |
| 10     | Jade Barbosa        | Brazilië         | 59,550 |
| 11     | Vanessa Ferrari     | Italië           | 59,450 |
| 12     | Becky Downie        | Groot-Brittannië | 59,450 |
| 13     | Georgia Bonora      | Australië        | 58,950 |
| 14     | Lia Parolari        | Italië           | 58,925 |
| 15     | Shona Morgan        | Australië        | 58,800 |
| 16     | Elyse Hopfner-Hibbs | Canada           | 58,375 |
| 17     | Koko Tsurumi        | Japan            | 58,100 |
| 18     | Ariella Kaslin      | Zwitserland      | 58,000 |
| 19     | Marine Petit        | Frankrijk        | 57,975 |
| 20     | Kyoko Oshima        | Japan            | 57,625 |
| 21     | Kristyna Palesova   | Tsjechië         | 56,975 |
| 22     | Ana Silva           | Brazilië         | 56,875 |
| 23     | Laetitia Dugain     | Frankrijk        | 56,775 |
| 24     | Gaelle Mys          | België           | 53,950 |

| rang   | land             | sporters                                                                                                  | score   |
| ------ | ---------------- | --- | ------- |
| Goud   | China            | Cheng Fei Kexin He Jiang Yuyuan Li Shanshan Yang Yilin Linlin Deng                                        | 188,900 |
| Zilver | Verenigde Staten | Shawn Johnson Nastia Liukin Chellsie Memmel Samantha Peszek Alicia Sacramone Bridget Sloan                | 186,525 |
| Brons  | Roemenië         | Steliana Nistor Sandra Izbasa Andreea Acatrinei Andreea Grigore Gabriela Dragoi Anamaria Tamirjan         | 181,525 |
| 4      | Rusland          | Ksenia Afanasyeva Svetlana Klyukina Ekaterina Kramarenko Anna Pavlova Lyudmila Grebenkova Ksenia Semenova | 180,625 |
| 5      | Japan            | Koko Tsurumi Kyoko Oshima Yu Minobe Mike Uemura Mayu Kuroda Yuko Shintake                                 | 176,700 |
| 6      | Australië        | Georgia Bonora Ashleigh Brennan Lauren Mitchell Olivia Vivian Daria Joura Shona Morgan                    | 176,525 |
| 7      | Frankrijk        | Marine Debauve Laetitia Dugain Katheleen Lindor Pauline Morel Marine Petit Rose-Eliandre Bellemare        | 175,275 |
| 8      | Brazilië         | Ana Silva Daiane dos Santos Daniele Hypolito Ethiene Franco Jade Barbosa Lais Souza                       | 174,875 |

## Medaillespiegel
| Plaats | Land             | NOC    | Goud | Zilver | Brons | Totaal |
| ------ | ---------------- | ------ | ---- | ------ | ----- | ------ |
| 1      | China            | CHN    | 11   | 2      | 5     | 18     |
| 2      | Verenigde Staten | USA    | 2    | 6      | 2     | 10     |
| 3      | Rusland          | RUS    | 2    | 0      | 2     | 4      |
| 4      | Roemenië         | ROU    | 1    | 0      | 1     | 2      |
| 5      | Noord-Korea      | PRK    | 1    | 0      | 0     | 1      |
| 5      | Polen            | POL    | 1    | 0      | 0     | 1      |
| 7      | Canada           | CAN    | 0    | 2      | 0     | 2      |
| 7      | Japan            | JPN    | 0    | 2      | 0     | 2      |
| 9      | Duitsland        | GER    | 0    | 1      | 1     | 2      |
| 9      | Frankrijk        | FRA    | 0    | 1      | 1     | 2      |
| 9      | Wit-Rusland      | BLR    | 0    | 1      | 1     | 2      |
| 12     | Kroatië          | CRO    | 0    | 1      | 0     | 1      |
| 12     | Spanje           | ESP    | 0    | 1      | 0     | 1      |
| 12     | Zuid-Korea       | KOR    | 0    | 1      | 0     | 1      |
| 15     | Oekraïne         | UKR    | 0    | 0      | 2     | 2      |
| 15     | Oezbekistan      | UZB    | 0    | 0      | 2     | 2      |
| 17     | Groot-Brittannië | GBR    | 0    | 0      | 1     | 1      |
| Totaal | Totaal           | Totaal | 18   | 18     | 18    | 54     |

Athene 1896 · 
Parijs 1900 · 
St. Louis 1904 · 
Londen 1908 · 
Stockholm 1912 · 
Antwerpen 1920 · 
Parijs 1924 · 
Amsterdam 1928 · 
Los Angeles 1932 · 
Berlijn 1936 · 
Londen 1948 · 
Helsinki 1952 · 
Melbourne 1956 · 
Rome 1960 · 
Tokio 1964 · 
Mexico-stad 1968 · 
München 1972 · 
Montréal 1976 · 
Moskou 1980 · 
Los Angeles 1984 · 
Seoel 1988 · 
Barcelona 1992 · 
Atlanta 1996 · 
Sydney 2000 · 
Athene 2004 · 
Peking 2008 · 
Londen 2012 · 
Rio de Janeiro 2016 ·
Tokio 2020 ·
Parijs 2024 ·
Los Angeles 2028
Medaillewinnaars: Ritmische gymnastiek · Trampolinespringen · Turnen
atletiek · badminton · basketbal · boksen · boogschieten · gewichtheffen · gymnastiek · handbal · hockey · honkbal · judo · kanovaren · moderne vijfkamp · paardensport · roeien · schermen · schietsport · schoonspringen · softbal · synchroonzwemmen · taekwondo · tafeltennis · tennis · triatlon · voetbal · volleybal · waterpolo · wielersport · worstelen · zeilen · zwemmen